# Phillip Boa
Phillip Boa, vlastním jménem Ernst Ulrich Figgen, (* 18. ledna 1963 Dortmund) je německý zpěvák a kytarista. V roce 1985 založil skupinu Phillip Boa & The Voodooclub, která dosáhla komrčního úspěchu s albem Hair (hlavně singlem „Container Love“) v roce 1989. Na albu se dále nachází coververze písně „I'm Waiting for the Man“ od americké skupiny The Velvet Underground. Se skupinou v následujících letech vydal řadu dalších alb. V 90. letech vydal dvě desky s projektem Voodoocult, což byla metalová superskupina, v jejíž řadách dále působili například Dave Lombardo, Waldemar Sorychta, Mille Petrozza a Chuck Schuldiner. V roce 1998 vydal sólové album Lord Garbage.